# Теокуитатлан-де-Корона (муниципалитет)
Теокуитатла́н-де-Коро́на (исп. Teocuitatlán de Corona) — муниципалитет в Мексике, в штате Халиско, с административным центром в одноимённом посёлке. Численность населения, по данным переписи 2020 года, составила 11 039 человек.

## Общие сведения
Название муниципалитета составное: Teocuitatlán с языка науатль можно перевести как: золотоносное место, а Corona дано в честь губернатора штата Халиско — Рамона Короны.
Площадь муниципалитета равна 334,4 км², что составляет 0,4 % от общей площади штата, а наиболее высоко расположенное поселение Нуэво-Сентро-де-Побласьон-ла-Лобера находится на высоте 1920 метров.
Теокуитатлан-де-Корона граничит с другими муниципалитетами штата Халиско: на севере с Хокотепеком, на северо-востоке с Тускуэкой, на юге с Консепсьон-де-Буэнос-Айресом и Атояком, и на западе с Сакоалько-де-Торресом.

## Учреждение и состав
Муниципалитет был образован 6 октября 1844 года, по данным 2020 года в его состав входит 33 населённых пункта, самые крупные из которых:
| Код INEGI                  | Населённый пункт                                                                                               | Численность населения (2005 год) | Численность населения (2010 год) | Численность населения (2020 год) |
| -------------------------- | --- | -------------------------------- | -------------------------------- | -------------------------------- |
| 092                        | Всего | 10226                            | 10837                            | 11039                            |
| 0001                       | Теокуитатлан-де-Корона (исп. Teocuitatlán de Corona) 20°05′28″ с. ш. 103°22′41″ з. д. (административный центр) | 3822                             | 3938                             | 3986                             |
| 0004                       | Ситала (исп. Cítala) 20°06′19″ с. ш. 103°15′39″ з. д.                                                          | 1474                             | 1137                             | 1093                             |
| 0020                       | Сан-Хосе-де-Грасия (исп. San José de Gracia) 20°05′47″ с. ш. 103°26′27″ з. д.                                  | 982                              | 982                              | 969                              |
| 0006                       | Колоньяс-дель-Гавилан (исп. Colonias del Gavilán (Félix Ramos)) 20°06′07″ с. ш. 103°23′33″ з. д.               | 532                              | 596                              | 632                              |
| 0015                       | Ла-Мильпилья (исп. La Milpilla) 20°08′20″ с. ш. 103°24′04″ з. д.                                               | 510                              | 530                              | 556                              |
| 0024                       | Теуантепек (исп. Tehuantepec) 20°05′14″ с. ш. 103°28′50″ з. д.                                                 | 384                              | 418                              | 455                              |
| 0021                       | Сан-Хуан-Ситала (исп. San Juan Cítala) 20°07′56″ с. ш. 103°18′08″ з. д.                                        | 450                              | 353                              | 436                              |
| 0003                       | Атотонилько (исп. Atotonilco) 20°07′33″ с. ш. 103°16′26″ з. д.                                                 | 380                              | 413                              | 359                              |
| —                          | Прочие | 1692                             | 2470                             | 2553                             |
| Названия на карте Генштаба | |                                  |                                  |                                  |

## Природные ресурсы
Муниципалитет располагает следующими ресурсами:
- 5800 гектар леса, преимущественно состоящие из таких видов деревьев как сосна и дуб.

## Экономическая деятельность
По статистическим данным 2000 года, работоспособное население занято по секторам экономики в следующих пропорциях:
- сельское хозяйство, животноводство и рыбная ловля — 48,2 %;
- промышленность и строительство — 19,5 %;
- торговля, сферы услуг и туризма — 30,7 %;
- безработные — 1,6 %.

## Инфраструктура
По статистическим данным 2020 года, инфраструктура развита следующим образом:
- электрификация: 99,4 %;
- водоснабжение: 64,2 %;
- водоотведение: 97,4 %.